# 小野千株
小野 千株（おの の ちかぶ）は、平安時代初期から前期にかけての貴族。官位は従五位上・播磨守。

## 経歴
天長10年（833年）従五位下に叙爵し、翌承和元年（834年）尾張介に任ぜられる。その後も、備中守・出羽守・土佐守と仁明朝において地方官を歴任した。嘉祥3年（850年）3月に仁明天皇が崩御した際に、少納言・県犬養氏河と共に鈴印の櫃の守護を担当する。またその初七日に際して功徳を修めるために近陵7ヶ所の寺院に遣使が行われた際、紀伊寺使を務めている。
文徳朝に入り同年4月に右近衛少将に任ぜられ、翌嘉祥4年（851年）従五位上に叙せられる。しかし、仁寿4年（854年）備前守に転じ、文徳朝後半は再び地方官を務めた。
その後散位となり、清和朝の貞観2年（860年）正月に内匠頭に補任されて京官に復すが、同年6月播磨守となり三度地方官に転じている。

## 官歴
『六国史』による。
- 時期不詳：正六位上
- 天長10年（833年） 11月18日：従五位下
- 承和元年（834年） 正月12日：尾張介
- 承和6年（839年） 9月7日：備中守
- 承和7年（840年） 6月10日：出羽守。8月22日：備中守
- 承和12年（845年） 2月27日：弾正少弼。3月5日：土佐守
- 嘉祥3年（850年） 3月27日：紀伊寺使（仁明天皇崩御）。4月2日：右近衛少将
- 嘉祥4年（851年） 正月11日：兼土佐権守。4月1日：次侍従、11月26日：従五位上
- 仁寿2年（852年） 正月15日：兼伊予介
- 仁寿4年（854年） 11月2日：備前守
- 貞観2年（860年） 正月16日：内匠頭。3月29日：右京一条三坊の土地一町賜与。6月5日：播磨守